# لوئیس کارلوس سارمینتو
لوئیس کارلوس سارمینتو (به اسپانیایی: Luis Carlos Sarmiento) (زاده ۲۷ ژانویه ۱۹۳۳) کارآفرین، بانکدار، سرمایه‌گذار و مدیر ارشد اجرایی کلمبیایی است، که در حال حاضر به‌عنوان مدیر عامل اجرایی و رییس هیئت مدیره شرکت گروپو اول فعالیت می‌نماید.
سارمینتو در سال ۲۰۱۳ از سوی مجله Forbes به‌عنوان ثروتمندترین فرد کلمبیا شناخته شد. وی هم‌اکنون، (۲۰۱۴) با دارایی خالص ۱۶٫۶ میلیارد دلار، در رتبه ۵۱ از فهرست ثروتمندترین افراد جهان قرار دارد.